# Колектив Шкарт
Колектив Шкарт је авангардни уметнички колектив настао 1990. године. Идејни творци су били Драган Протић Прота и Ђорђе Балмазовић Жоле. Овај колектив се бави поезијом, графичким дизајном, алтернативном едукацијом, музиком, експерименталним филмом.
Колектив Шкарт је представљао Србију на Архитектонском бијеналу у Венецији 2010. године. Излагали су широм света.
Рад Шкарта је фокусиран да допре до свих људи, зато је пре био излаган на улицама него у музејима и институционалним оквирима. Шкарт је радио са маргинализованим групама попут деце без родитељском старања, људима избеглим од ратова, мигрантима и избеглицама, пензионерима упознавајући их са уметничким алатима уз креирање нових.
Од свог настанка, рад Шкарта је представљао побуну против рата на просторима бивше Југославије. Били су чланови Београдског круга.

## Историјат
Колектив (група) Шкарт је настала 1990. године у напуштеном графичком атељеу Архитектонског факултета у Београду, као колектив који конструктивним сукобом укршта и преиспитује граничне форме поезије, архитектуре, графичког дизајна, издаваштва, перфоманса, музике, алтернативне едукације и друштвеног активизма.
Прота и Жоле су се упознали у Финској на Савезу студената архитектуре. Након тога су открили напуштен студио на Архитектонском факултету Универзитета у Београду који су одлучили да искористе за креирање своје уметности. Током рада правили су грешке са којима су почели да експериментишу. Те грешке се називају шкарт по чему је овај колектив добио име.
Од 1994. Године колектив Шкарт сарађује са Женама у Црном. Креирали су њихов лого, а наставили су сарадњу на другим пројектима.
Шкарт је 1991. Година имао своју емисију на радију Б92. Дарка Радосављевић је пуштала њихову недељну поруку у емисији Скицен блок, праћену најавом сараднице Шкарта и глумице Рахеле Ферари. Пре емисије, Шкарт је скоро сваке недеље креирао нови постер који је ширио градом.

„Шкарт је поново у музеју” је постер на првој изложби 1990. Године. „Шкарт вам жели леп дан” је први постер Шкарта. Постер „Огрејте се” је дистрибуиран 1999. године, за време економске кризе у Србији и региону током периода ратова.
Њихов рад се може сагледати у кроз декадни рад:
1. Прва декада (1990-2000 год) су обележили самиздати и њихово дељење на улицама
2. Друга декада (2000-2010 год) група покреће неколко колектива: 
  1. Хорове Хоркешкарт и Проба
  2. Дечије хорове Деца са месеца и АприлЗМАЈун
  3. Омладинско-пензионерски хор ХОР-РУК
  4. Антифашистички хор УХО

Од 2010. године, колектив се више укључује у рад са децом, пре свега у Дому за незбринуту децу Вера Радивојевић у Белој Цркви, и у раду са пензионерима.
Шкарт је режирао документарно-експериментални филм „Дуга реса”. Према речима редитеља Желимира Жилника који je сарађивао са колективом, ресе су постале симбол борбе за слободу избора.

## Акције и иницијативе

### АкцијаТуге
Раних деведесетих, Прота и Жоле су креирали 23 картице на којој су били назначени потенцијални губици које су последица рата, праћени поезијом. Те „делиће туге” делили су уз симболику крајем 1992/1993 године. Рецимо „туга потенцијалних путника” картицу делили су на београдској железничкој станици, „туга потенцијалних потрошача” испред празних продавница, „туга потенцијалне трудноће” делила је њихова трудна пријатељица... Фотографкиња током ове акције била је Весна Павловић. Такође су их слали својим пријатељима поштом.

### Купони за преживљавање
Акција „Купони за преживљавање” почела је 1996. Године. Прво је настао купон за оргазам поводом фестивала „Слушај мали човече” посвећеном доктору медицине и сексологу Вилхелму Рајху. Тада су сарађивали са Душаном Макавејевим. Након тога Шкарт је направио још 13 купона, а сваки је представљао нематеријалне основне потребе попут људских осећања, жеља, чудо, моћ.. Осим на српском, купони су преведени на шведски, енглески, шпански, кинески, руски, арапски... У Грацу је Шкарт у сарадњи са Steirische Herbst саградио лажну машину за дељење купона. Путовали су у широм света, а у Њујоршкој подземној купони су дељени уз помоћ студената и студенткиња Парсонс школе за дизајн (Parsons School of Design).

### Иницијатива „Твоје говно, твоја одговорност”
1999. године на позив пријатеља из Белгије под именом Peter de Bruyne и у сарадњи са Ei migrative Art Collective започела је акција „Твоје говно, твоја одговорност.” Шкарт је направио заставе и стикер „Твоје говно, твоја одговорност” којим су обележавали псећи измет на улицама. Рад у Белгији је претворен у антиратну акцију. У Бриселу организујући радионице за студенте и студенткиње Шкарт је за шест месеци продуковао графичке дизајнове, саобраћајни знак са бомбама које падају итд. Тако је настала изложба „Нато инвазија Југославије”. Ова акција је освојила главну награду на Октобарском Салону.
Иницијатива „Твоје говно твоја одговорност” је прва улична акција Шкарта презентована у институционалним оквирима у Центру за Културну Деконтаминацију. Тада су такође избегли класично излагање. Помоћу радија Б92, направили су аудицију за хор где су сви чланови и чланице примљени. Тако је настао хор Хоркершкарт.

## Хорови
Хор Хоркешкарт основан је 2000. године. Шест година касније постао је аутономан и променио назив у Хоркестар. Хор је снимио два албума, један у Београду у Белој Цркви, а други од стране издавачке куће Аморфон из Јапана. Са хором Хоркешкарт Шкарт је желео да сачува успомену на југословенску социјалистичку прошлост која је под утицајем национализма кренула да се губи, према мишљењу Шкарта.
Хоркешкарт је наступао у регион и такође имао турнеје по другим земљама Европе.
„Назад у мрак/дају нам знак/назад у квар/за давну ствар”, певао је Хоркешкарт испред зграде Владе, САНУ и Патријаршије СПЦ.
Хор Проба је настао 2008. године, а основали су га чланови Хоркестра који су желели да њихово деловање буде више друштвено ангажовано. Проба је наступао са Шкартом 2010. година на Архитектонском бијеналу у Венецији.
Шкарт је основао два дечија хора у центрима за децу без родитељском старања: Деца са месеца И АприлЗмај Јун у сарадњи са групом 484.
Хорови су наступали од фестивала, до разних места на локалу.

## Непрактичне жеНЕ
Колектив „Непрактичне жеНЕ” настао је 2000. године током радионице Шкарта са самохраним мајкама избеглим од рата. Комбинујући традиционалну вештину веза и поезију, чланице колектива руше табуе, преиспитују патријархалне улоге и не дозвољавају да идентитет постане клише.
Истакнуте чланице колектива су Бригита Међо, Пава Мартиновић и Ленка Зеленовић.
Поред преиспитивања патријархалних улога, овај колектив се бави и еколошким и антиратним активизмом. Неке од порука су „Женских гласова све је више / Насилницима се лоше пише”, „Бахатост свака се плаћа/Природа нам вирусом враћа”, „Полудела наша планета/Бахатост наша јој смета”, „Домаћица тражи нову  планету за бољи живот у другом свету”, „Молити се може и код куће/У школи се деца уче”...

## Примењена поезија
Деведесетих је Шкарт присуствовао фестивалима широм Југославије уз представљање идеје примењене поезије. Присуствовали су фестивалу Мајска руковања 1991. И 1992. године, када су са костимом поломили две вазе пуне цвећа, бацили конфете на публику, поломили дрвени штап. Такође су пријавили неколико својих пријатеља и пријатељица са песмама које је Шкарт написао.
Године 2008.  Шкарт је основао, заједно са сарадницима, месечни фестивал „Песничење” који је постојао у том облику до 2013. Године у Rex културном центру у Београду. На њему су сви били добродошли, посебно они чије су песме на такмичењима биле одбациване. Током пет година објавили су више од 60 џепних књига поезије. На Песничењима учествовали су Слободан Тишма, Сара Радојковић, Зое Гудовић, Миња Богавац, Давид Албахари.
Шкарт је креирао и песмашину, машину за снимање поезије намењену свима.

## Изложбе
Шкарт је изабран да представља Србију на Венецијанском архитектонском бијеналу 2010. године са темом „Клацкалиште - полигон неравнотеже”. У Венецији на овом догађају Шкарт је извео своју песму „Арматура” уз помоћ хорова Проба и Комбинат хором из Љубљане. Она је написана 1993. године, а исте одбијена као предлог Шкарта да учествује на истом догађају, архитектонском бијеналу у Венецији. Сарадник 1993. приликом представљања песме био је Стево Жигон. Простор павиљона Србије био је испуњен клацкалицама које су симболозовале слику нестабилног света, мобиљкама – такозваним покретим биљакама чије је стварање било инспирисана Велеградском песмом Васка Попе. Зидови павиљона били су исписани поезијом. За техничку подршку од оснивања Шкарта, као и у овој прилици био је задужен Горан Петровић кога су Прота и Жоле упознали још током студија архитектуре.
Две године након тога одржана је ретроспективна изложба Шкарта у Музеју примењене уметности под називом „Шкарт:полувреме”. Започета је без медијске најаве, без позивница и прозивница. Шкарт је у току ове изложбе водио туре уз интерактивне активности попут читања поезије на балкону музеја.